# Женски разговори (Душко Радовић)
Женски разговори је збирка кратких прича Душка Радовића. Први пут је објављена 1991. године, али је према овим причама још 1972. урађена сценска адаптација. Исте године емитована је и истоимена телевизијска серија и играна позоришна представа под називом „Женски разговори – женска ћаскања у 2 дела” у Српском народном позоришту. Представа се и данас игра у српским позориштима, а књига је до сада доживела више од 20 издања.

## О збирци
Збирка садржи 109 кратких прича испричаних из женског угла и 7 које причају мушкарци. Све приче су написане у краткој форми. Већина није дужа од једне и по стране.

## О приповеткама
Збирка обухвата приче о љубави, срећи, браку и заједничком животу, виђеним из угла различитих жена и неколико виђених из мушког угла. Посматрајући мушки свет из женске перспективе, у драмским цртицама,  Радовић анализира свакодневни живот и  стереотипе везане за мушко-женске односе. Кроз хумор, прожет иронијом и горчином, казује разговоре какве људи свакодневно воде уз шољицу кафе, не да би те стереотипе рушио, већ да би их духовито обогатио. У тим причама он никога не осуђује, већ је благонаклон према јунацима својих прича. Без обзира на то да ли жена прича о напорној свекрви, мужу који је вара или дели савете како му задржати пажњу у браку, он само иронично бележи свакодневицу.

### Цитати из књиге
| „ | Највећа му је мана - мајка! Све бих му опростила, само да нема мајку! Мајка - то је највећа мана сваког ожењеног мушкарца! Не може, то је искључено да један човек може да има и мајку и жену! Искључено! Или - или...! Или ћеш да будеш мамин син или муж! То двоје не може никад да иде заједно! Чини ми се, лакше бих га делила са неком другом женом него са мајком! | ” |

| „ | Јер не може тако да се живи: нећу да волим никог - јер не желим да патим! Нећу да летим авионом - јер могу да паднем и да погинем! Е, хоћу да летим, па макар и пала! Хоћу...! То је важно! Жена мора да хоће и у томе је цео проблем! Јер, жена која неће - шта је то? Да ли је то жена и да ли је то уопште живот? Имаш да се бориш и да отимаш, па колико умеш! Што се више бориш - више ћеш да отмеш од живота, то је проста рачуница! | ” |

| „ | Боже мој, живот је живот, мало слатко, мало горко... помешано. У томе је цео штос живота. А не - или онако како смо ми замислиле или никако! | ” |